# ブランドン・トーマス
ブランドン・トーマス・ジャマス（Brandon Thomas Llamas、1995年2月4日 - ）は、スペイン・サンタニー出身のサッカー選手。PAOKテッサロニキ所属。ポジションはフォワード。

## 経歴

### マヨルカ
スペイン人の母とイングランド人の父の下、バレアレス諸島のサンタニーで生まれ、RCDマヨルカの下部組織で育成された。2012年12月5日、リザーブチーム登録であったものの、この日のコパ・デル・レイ、セビージャFC戦にてアレハンドロ・アルファロとの交代でマヨルカのトップチームデビューを果たした。
同年12月15日、アスレティック・ビルバオとのリーグ戦でラ・リーガデビュー。年が明けた1月6日、またもセビージャとのコパ・デル・レイでプロ初得点を記録した。
2015年5月24日、このシーズンをマヨルカはセグンダ・ディビシオンで戦っていたが、この日のアルバセテ・バロンピエ戦でリーグ戦初得点を挙げた。2015年7月、当時マヨルカの監督を務めていたアルベルト・フェレールによってトップチームに正式に引き上げられた。
2016年1月28日、クラブとの契約を2019年まで延長した。2015-16シーズン、ブランドンはチームトップとなるシーズン6ゴールを挙げ、降格圏間際での残留に貢献した。
2016年10月9日、ホームでのSDウエスカ戦にてキャリア初のハットトリックを達成した。

### レンヌ
2017年7月10日、スタッド・レンヌと3年契約を交わした。加入後7試合でベンチにすら割り込めず、リザーブチームでの出場がメインだった。トップチームで公式戦に初めて立ったのは、10月25日のクープ・ドゥ・ラ・リーグ3回戦ディジョンFCO戦だった。3日後、モンペリエHSCとの試合で移籍後リーグ戦初出場。この試合でゴールも記録している。

### オサスナ
レンヌでわずかな出場機会しか得られなかったブランドンは、2018年7月、チームがプリメーラに昇格したら買い取り義務が発生するという条件付き契約でCAオサスナにレンタル移籍した。2019年5月20日、オサスナはプリメーラに昇格し、それに伴い、ブランドンもオサスナに完全移籍。3年契約を結んだ。
2020年1月13日、2019-20シーズン終了時までジローナFCの期限付き移籍をすることが決まった。
2021年1月19日、セグンダ・ディビシオンのCDレガネスにハーフシーズンの契約でレンタル移籍した。

### マラガ
2021年7月16日、マラガCFに1年契約で移籍した。

### PAOK
2022年7月14日、1年契約でPAOKテッサロニキに加入した。

## タイトル

### クラブ
オサスナ
- セグンダ・ディビシオン : 1回 (2018-19)

### 個人
- セグンダ・ディビシオン月間最優秀選手賞 : 1回 (2016年10月)